# آرتور هنریکه ویرا اراخو
آرتور هنریکه ویرا اراخو (انگلیسی: Arthur Henrique Vieira Araújo؛ زادهٔ ۱۷ ژوئن ۱۹۹۹) بازیکن فوتبال اهل برزیل است.
از باشگاه‌هایی که در آن بازی کرده‌است می‌توان به باشگاه ورزشی کروزیرو اشاره کرد.